# Le Cavalier suédois
Le Cavalier suédois (Der schwedische Reiter) est un roman de l'écrivain autrichien de langue allemande Leo Perutz publié en 1936. 

## Résumé
Cette œuvre raconte comment, dans la Suède du début du XVIIIe siècle, un voleur (Piège à Poules) échange sa place avec un déserteur de l'armée suédoise (Christian von Tornefeld). Après avoir fait fortune, il va usurper l'identité de Christian et épouser sa promise. 

## Thème
Selon Sicre, son éditeur français et préfacier, ce roman de Perutz rappelle l'univers de Bruegel bien que celui-ci soit antérieur à la période durant laquelle se déroule le roman. L'auteur emprunte constamment à la métaphore du jeu ; le voleur qui devient imposteur tente de changer son destin en misant son âme.

## Adaptation
Le Cavalier suédois a été adapté en bande dessinée par le Français Jean-Pierre Mourey en 2013,.